# Labops hesperius
Labops hesperius är en insektsart som beskrevs av Philip Reese Uhler 1872. Labops hesperius ingår i släktet Labops och familjen ängsskinnbaggar. Inga underarter finns listade i Catalogue of Life.